# Dola (Ohio)
Dola é um lugar designado pelo censo localizado no condado de Hardin no estado estadounidense de Ohio. No Censo de 2010 tinha uma população de 140 habitantes e uma densidade populacional de 64,97 pessoas por km².

## Geografia
Dola encontra-se localizado nas coordenadas 40° 47′ 05″ N, 83° 41′ 56″ O. Segundo a Departamento do Censo dos Estados Unidos, Dola tem uma superfície total de 2.15 km², da qual 2.15 km² correspondem a terra firme e (0%) 0 km² é água.

## Demografia
Segundo o censo de 2010, tinha 140 pessoas residindo em Dola. A densidade populacional era de 64,97 hab./km². Dos 140 habitantes, Dola estava composto pelo 95% brancos, o 1.43% eram afroamericanos, o 0.71% eram amerindios, o 0% eram asiáticos, o 0% eram insulares do Pacífico, o 0% eram de outras raças e o 2.86% pertenciam a duas ou mais raças. Do total da população o 0% eram hispanos ou latinos de qualquer raça.